# Rigas Feraios
Rigas Feraios (AFI: [ˈɾiɣas feˈɾeos], in greco: Ρήγας Φεραίος), conosciuto anche come Rigas Velestinlis (AFI: [ˈɾiɣas velestinˈlis], in greco: Ρήγας Βελεστινλής) oppure come Rigas o Thessalos (AFI: [ˈɾiɣas o θesaˈlos], in greco: Ρήγας ο Θεσσαλός), nato Antonios Kyriazis (AFI: [aˈdonios ciɾʝaˈzis], in greco: Αντώνιος Κυριαζής; Feres, probabilmente nel 1757 – Belgrado, 13 giugno 1798) è stato uno scrittore e rivoluzionario greco.

## Biografia
Nato e cresciuto a Feres (oggi parte del neocostituito comune di Rigas Feraios, chiamato così in onore suo), un piccolo borgo della Tessaglia (nell'allora Grecia ottomana), da una benestante famiglia di probabile origine arumena e nativa del vicino paese - a stragrande maggioranza arumena peraltro - di Velestino (gli avi paterni dello scrittore erano poi originari di Perivoli, nella Macedonia Occidentale, anch'esso un modesto toponimo a maggioranza arumena tra l'altro), Feraios fu vittima delle lotte per l'indipendenza della Grecia dall'impero ottomano e precursore della Guerra d'indipendenza greca, scrisse le proprie opere in greco demotico invece che in katharevousa. Risvegliò il fervore patriottico dei suoi contemporanei e, con i suoi poemi, gettò le basi per la creazione della lingua greca moderna.
Fu membro della Massoneria. 
Tradito da Demetrios Oikonomos Kozanites, uomo d'affari greco, Rigas fu catturato dagli austriaci a Trieste mentre cercava di raggiungere Napoleone Bonaparte a Venezia. Consegnato agli alleati Ottomani, fu torturato e poi strangolato, per impedire il tentativo di liberazione progettato dal suo amico Osman Pasvandoglu. Le sue ultime parole sono riportate come segue:
(Rigas Feraios)
Il suo corpo fu gettato nel Danubio. Celebrato come eroe nazionale della Grecia, Rigas è rappresentato sulle monete da 10 centesimi di euro.